# Enrique Fernández Chacón
Carlos Enrique Fernández Chacón (Lima, 11 de julio de 1942) es un dirigente sindicalista y político peruano, de pensamiento trotskista. Fue congresista de la República en el periodo 2020-2021 y diputado de 1980-1985. Además, fue miembro de la Asamblea Constituyente de 1978.

## Biografía
Nació en Lima en 1942, hijo de Moisés Fernández Modéjar y Eloísa Chacón Coronel.
Realizó sus estudios escolares en el Colegio Manuel Pardo 431 y en la Gran Unidad Escolar Ricardo Bentín.
Trabajó en la empresa General Motors del Perú, en la cual fue líder sindical.

## Actividad política
Fernández es fundador del Partido Socialista de los Trabajadores del Perú.

### Diputado constituyente
En las elecciones para la Asamblea Constituyente de 1978 fue elegido como diputado Constituyente por el Frente Obrero Campesino Estudiantil y Popular (FOCEP).

### Diputado
En las Elecciones generales de 1980 postuló a la Vicepresidencia de la República en la plancha presidencial liderada por Hugo Blanco Galdós por el Partido Revolucionario de los Trabajadores y también a la Cámara de Diputados. Resultó elegido como diputado para el periodo 1980-1985.

### Candidato a la Alcaldía de Lima
En las elecciones municipales de Lima de 2018 fue candidato a la Alcaldía Metropolitana por el Frente Amplio. Ocupó el décimo quinto lugar.

### Congresista
En las elecciones parlamentarias extraordinarias de 2020 postuló al Congreso por el Frente Amplio como número uno por Lima y resultó elegido con más de 120 000 votos.
Participó en la Junta Preparatoria para la instalación del Congreso, al ser el congresista de mayor edad. El 7 de junio de 2020 se hizo público que Fernandez Chacón dio positivo por COVID-19 siendo internado en una clínica de la ciudad de Lima.
Fernández se mostró a favor de la vacancia del presidente Martín Vizcarra durante los dos procesos que se dieron para ello, el segundo de los cuales terminó sacando al expresidente del poder. El congresista apoyó la moción siendo uno de los 105 parlamentarios que votó a favor de la vacancia del presidente Martín Vizcarra.